# Mặt trụ
Mặt trụ là mặt tạo bởi một đường thẳng l giữ nguyên phương và di chuyển sao cho luôn luôn song song với chính nó, tựa trên một đường cong ω không đồng phẳng với l.
Đường ω gọi là đường tựa, đường thẳng l gọi là đường sinh của mặt trụ.
Khi đường tựa ω là một đường đơn phẳng khép kín, ta có mặt lăng trụ.

## Các loại mặt trụ
Tùy theo bậc của đường cong ω mà người ta gọi bậc của mặt trụ. Với ω là đường cong bậc hai thì ta có mặt trụ bậc hai. Xem thêm mặt bậc hai
Nếu đường tựa của MT là elip, parabôn hay hypebôn thì MT được gọi là mặt trụ eliptic, parabôlic hay hypebôlic. Nếu đường tựa là một vòng tròn có mặt phẳng vuông góc với l thì ta có mặt trụ tròn xoay
| Mặt trụ elliptic thực | {\displaystyle {x^{2} \over a^{2}}+{y^{2} \over b^{2}}=1\,} |  |
| Mặt trụ elliptic ảo   |                                                             |  |
| Mặt trụ tròn xoay     | {\displaystyle {x^{2} \over a^{2}}+{y^{2} \over a^{2}}=1\,} |  |
| Mặt trụ parabolic     | {\displaystyle x^{2}+2ay=0\,}                               |  |
| Mặt trụ hyperbolic    | {\displaystyle {x^{2} \over a^{2}}-{y^{2} \over b^{2}}=1\,} |  |